# Anabathmis
Anabathmis är ett fågelsläkte i familjen solfåglar inom ordningen tättingar. Släktet omfattar tre arter som förekommer i västra och centrala Afrika från Liberia till Angola samt på öar i Guineabukten:
- Fjällryggig solfågel (A. reichenbachii)
- Príncipesolfågel (A. hartlaubii)
- Sãotomésolfågel (A. newtonii)